# Rostokino
Pour les articles homonymes, voir Otradnoïe.
Rostokino (Муниципальный округ Ростокино) est un district municipal de la ville de Moscou, capitale de la Russie, dépendant du district administratif nord-est.
Le district tire son nom du village qui se trouvait autrefois dans la région, dont il existe une preuve écrite dans les documents datant du XVe siècle.
Entre la rivière Iaouza, au nord, le chemin de fer vers Iaroslavl et viaduc de Severjaninski, au  sud, se trouve l'aqueduc Rostokinski, construit en 1783-1784 sous l'impératrice Catherine II et inauguré en 1804.
Le village a été intégré à Moscou en 1917, où il est devenu une limite extérieure de la ville, et a conservé son aspect rural jusqu'à la Seconde Guerre mondiale, quand a commencé son urbanisation résidentielle.

## Histoire
Le quartier actuel occupe l'emplacement de l'ancien village de Rostokino, qui a donné son nom à l'aqueduc de Rostokino, au viaduc de Rostokino, aux ponts de Rostokino, à la rue éponyme et à la gare de Rostokino sur la ligne circulaire ferroviaire.
Le village de Rostokino est attesté depuis le XV siècle, alors propriété de Mikhaïl Borissovitch Plichtcheïev, boyard proche des grands princes moscovites Vassili l'Aveugle et Ivan III.
Après la mort de son épouse, Plichtcheïev fit don de Rostokino au monastère de la Trinité-Saint-Serge en 1447 pour le repos de son âme. Devenu possession monastique, le village prospéra rapidement grâce à une charte d'exemption libérant ses habitants des impôts et corvées étatiques, les obligeant uniquement à travailler pour le monastère. On y trouvait un troupeau monastique, un moulin sur la Iaouza versant ses revenus au monastère, et un bac fluvial au printemps. Les documents mentionnent une église en bois de la Résurrection-du-Christ abritant «icônes, livres sacrés et ornements», avec quatre cloches dans son clocher.
Le 28 septembre 1552, Rostokino accueillit le tsar Ivan IV de retour de sa victoire sur le khanat de Kazan. Durant le Temps des Troubles (début XVII siècle), le village fut ravagé par les troupes polono-lituaniennes et les partisans des Faux Dmitri: l'église fut incendiée et la population dispersée.
En 1613, une bande de cosaques pillards installés à Rostokino proposa ses services au tsar Mikhaïl Fedorovitch. Face au refus d'un recensement ordonné par le souverain, ils établirent des postes de contrôle illégaux sur la route de la Trinité.
La tradition locale attribue au village la figure de Tanka Rostokinskaïa, une brigande active dans les bois alentour (actuelle rue Selskokhoziaïstvennaïa), surnommés «forêt de Tatianka»,.
Aux XVIIᵉ-XVIIIᵉ siècles, Rostokino comptait 70-80 foyers (environ 200 habitants). Situé le long de la Iaouza et de la route de la Trinité – axe majeur pour les pèlerins, les marchands et les services postaux –, le village passa sous l'administration du Collège de l'Économie en 1764. Les paysans y pratiquaient alors l'agriculture et le transport de marchandises. Attribué au métropolite Platon sous Paul I, il redevint propriété de l'État sous Alexandre I.
À partir du milieu du XIX siècle, Rostokino se transforme progressivement en banlieue industrielle avec l'implantation de manufactures textiles (impression sur cotonnades, filature), d'une fabrique de bâches et d'une usine de cartouches pour revolvers. Toutefois, le village conserva longtemps son caractère rural et une vocation estivale pour les Moscovites.
Intégré dans l'enceinte de la ligne circulaire ferroviaire (1903-1908, devenue limite municipale en 1917), Rostokino accueillit sa gare éponyme – visitée par Nicolas II en 1908. Son urbanisation massive en ensembles résidentiels standardisés n'intervint qu'après la Seconde Guerre mondiale.

## Aqueduc de Rostokino
La zone de loisirs est située à l'adresse suivante: avenue Mira, n° 186-188. Le parc s'étend le long de l'aqueduc de Rostokino, un monument architectural et la seule partie subsistante du plus ancien aqueduc de Moscou et de Russie: l'aqueduc de Mytishchi. Construit sous le règne de Catherine II, il a fonctionné comme système d'adduction d'eau jusqu'en 1902. Aujourd'hui, il est utilisé uniquement comme passerelle piétonne: une galerie promenade a été aménagée au sommet de la structure en 2007. Jusqu'en 2013, le parc était appelé «square du pont du Million» — surnom populaire de l'aqueduc de Rostokino, en référence à la rumeur selon laquelle sa construction aurait coûté un million de roubles. La majeure partie de l'espace vert est constituée de bosquets et de clairières. Des allées piétonnes y ont été tracées, et plusieurs monuments y sont installés:
- Une pierre commémorative en l'honneur des miliciens de la 13 division de milice populaire de Rostokino;
- Une pierre commémorative dédiée à l'aqueduc de Rostokino;
- Un «banc des amoureux» (structure métallique représentant un couple et un arbre sur lequel les visiteurs peuvent accrocher des cadenas en souvenir);
- Un monument célébrant le 400ᵉ anniversaire de la libération de Moscou par la seconde milice populaire, dirigée par le prince Dmitri Pojarski et le chef communal Kouzma Minine;
- Une statue intitulée «Le balayeur de Rostokino», œuvre des sculpteurs Vladimir Lepeshov et Andreï Asseriants, qui créent leurs pièces à partir d'écrous, de boulons et d'engrenages. Inaugurée en 2006 lors des célébrations de la Fête de la Ville[4].

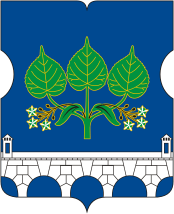
Armes du district
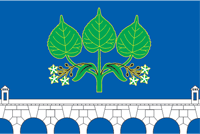
Drapeau du district